# Ankylomyrma coronacantha
Ankylomyrma coronacantha is een mierensoort uit de onderfamilie van de Myrmicinae. De wetenschappelijke naam van de soort is voor het eerst geldig gepubliceerd in 1973 door Bolton.